# Marko Dragović
Marko Dragović (serbisch-kyrillisch Марко Драговић; * 24. April 2001) ist ein serbischer Eishockeyspieler, der seit 2016 beim KHK Roter Stern Belgrad unter Vertrag steht und mit dem Klub in der International Hockey League und der serbischen Eishockeyliga spielt.

## Karriere
Marko Dragović begann seine Karriere als Eishockeyspieler auf der Newbridge Academy in Kanada. 2016 kehrte er nach Serbien zurück und spielt seither beim KHK Roter Stern Belgrad. Für den Hauptstadtklub spielte er in verschiedenen Juniorenligen, steht aber auch in der International Hockey League und der serbischen Eishockeyliga auf dem Eis. 2018 und 2023 wurde er mit dem Roten Stern serbischer Meister und 2019 gewann er mit dem Klub die International Hockey League. 2022 war er bester Vorlagengeber International Hockey League.

### International
Für Serbien nahm Dragović an der Division II der U18-Weltmeisterschaften 2017, 2018 und 2019, als er als bester Spieler seiner Mannschaft maßgeblich zum Aufstieg von der B- in die A-Gruppe der Division beitrug, sowie den U20-Weltmeisterschaften 2017, 2018, 2019, als er als zweitbester Scorer (gemeinsam mit seinem Landsmann Mirko Đumić und dem Niederländer Wouter Sars) nach dem Kroaten Dominic Čanić und Torschützenkönig (gemeinsam mit Sars) auch die beste Plus/Minus-Bilanz erreichte und zum besten Stürmer des Turniers gewählt wurde, und 2020 teil.
Im Herrenbereich nahm Dragović mit der serbischen Auswahl erstmals an der Weltmeisterschaft 2019 der Division II teil, als den Serben der Aufstieg in die Division I gelang. Dort spielte er dann bei den Weltmeisterschaften 2022 und 2023. Zudem vertrat er seine Farben bei der Qualifikation für die Olympischen Winterspiele in Peking 2022.

## Erfolge und Auszeichnungen
- 2018 Serbischer Meister mit dem KHK Roter Stern Belgrad
- 2019 Aufstieg in die Division II, Gruppe A, bei der U18-Weltmeisterschaft der Division II, Gruppe B
- 2019 Aufstieg in die Division II, Gruppe A, bei der U20-Weltmeisterschaft der Division II, Gruppe B
- 2019 Bester Stürmer, Torschützenkönig und beste Plus/Minus-Bilanz bei der U20-Weltmeisterschaft der Division II, Gruppe B
- 2019 Aufstieg in die Division I, Gruppe B bei der Weltmeisterschaft der Division II, Gruppe A
- 2019 Gewinn der International Hockey League mit dem KHK Roter Stern Belgrad
- 2022 Bester Vorlagengeber der International Hockey League
- 2023 Serbischer Meister mit dem KHK Roter Stern Belgrad